# Казаяк-Кутуш
Казая́к-Куту́ш (рос. Казаяк-Кутуш, башк. Ҡаҙаяҡ-Ҡотош) — присілок у складі Іглінського району Башкортостану, Росія. Входить до складу Улу-Теляцької сільської ради.
Населення — 41 особа (2010; 54 в 2002).
Національний склад:
- башкири — 91 %